# V.V Mei
V.V Mei（ヴィー・ヴィー・めい、本名：山口 芽生（やまぐち めい）、1983年2月3日 - ）は、日本の女性総合格闘家。D.J Meiとして格闘技イベントでナレーターも務める。東京都出身。ブラジリアン柔術黒帯。元DEEP JEWELSアトム級王者。元VALKYRIEフェザー級王者。
得意技のV1アームロックから付けられた「V一（ヴィー・はじめ）」をリングネームとしていたが、2011年2月1日に現リングネームへ改名した。

## 来歴
東京都に生まれ、小学校低学年時にはアメリカ合衆国ロサンゼルスに居住していたが、小学校4年時に帰国。東京学芸大学教育学部附属大泉小学校卒。私立藤村女子中学・高等学校在学中はソフトボール部に所属。大学はアメリカに留学し、カリフォルニア州立の短大を卒業している。
ジャッキー・チェンに憧れ、幼少期のアメリカ在住時に空手を始める。日本帰国後に玄制流武徳会に入門した（現在は、武徳会・江東森下支部の支部長を務めている）。段位は全空連認定の三段。
2005年、MAX柔術アカデミーに入門。アメリカ留学中はCaique柔術に所属し2006年、Caique Elias より青帯を授与される。
2011年からはCheckmat Tokyoに所属し2017年ブラジリアン柔術世界大会にて3位入賞。和道稔之(本名 佐藤稔之)より黒帯を授与される。
2016年よりONE Championshipに参戦。
2018年よりD.J Mei としてナレーター(声優)の活動を開始し、RISEにて選手の入場時に名前をコールしている。

### スマックガール
2007年3月11日、スマックガールでプロデビュー。The Next Cinderella Tournament 2007 ライト級（-52kg）1回戦で齋藤安奈にチョークスリーパーで一本勝ち。5月19日の準決勝では石岡沙織に膝十字固めで一本勝ち。9月6日の決勝では富松恵美に2-1で判定勝ちし、優勝を果たした。

### VALKYRIE
2008年11月8日、VALKYRIE旗揚げ戦VALKYRIE 01 CAGE FORCE-EXのメインイベントで辻結花と対戦し、判定負けを喫した。
2009年4月25日、VALKYRIE 02でフェザー級（-52kg）王座への挑戦権を賭けた4人トーナメントに出場、準決勝で藤野恵実に判定勝ちを収めた。
2009年7月12日、CAGE FORCE & Valkyrieで行われたVALKYRIEフェザー級（-52kg）次期挑戦者決定トーナメント決勝で高林恭子と対戦し、判定勝ち。辻結花への挑戦権を獲得した。
2009年8月23日、シュートボクシング「Girls S-cup 2009」に出場。1回戦ではイム・スジョンから首投げと腰投げでシュートポイント1を2回獲得し判定勝ち、準決勝では岡田円からバックドロップ2回と水車落とし1回でシュートポイント2を3回獲得し大差の判定勝ち、決勝ではRENAに判定負け、準優勝となった。
2009年10月24日のVALKYRIE 03でフェザー級（-52kg）王者の辻結花とタイトルマッチで再戦予定であったが辻の左肩脱臼によりタイトルマッチは延期となった。
2010年2月11日、VALKYRIE 04のフェザー級（-52kg）タイトルマッチで王者の辻結花と改めて対戦し、チョークスリーパーで一本勝ちし王座を獲得に成功した。辻は2003年7月13日以来6年7か月ぶりの黒星となり、日本人には初黒星となった。
2010年8月29日、Girls S-cup 2010に出場。1回戦でサマンタ・ヴァン・ドールにスタンディングチョークスリーパーでKO勝ちを収めるも、準決勝で高橋藍に延長ラウンドの末0-3の判定負けを喫した。
2010年11月28日、VALKYRIE 08のフェザー級（-52kg）タイトルマッチで高林恭子と対戦し、0-1の判定ドローで辛くも王座の初防衛に成功した。
2011年2月1日、所属していたMAX柔術アカデミー&ヨガスタジオを離れフリーとなり、同時にリングネームを「V.V Mei」に改名することを発表した。

### パンクラス・DEEP・VTJ
2011年4月3日、パンクラスに初参戦、メインでWINDY智美と対戦し、2-0の判定勝ち。同団体で女子の試合がメインで行われるのはこれが初めてだった。
2011年5月より「ラビットカラテスクール」に講師として桜朋梨恵と共に参加。
2011年5月3日、パンクラス2度目の参戦でベティコにパウンドからの腕ひしぎ十字固めで一本勝ち。
2012年12月24日、VTJ1stにて藤井惠と対戦し、判定負け。
2015年5月31日、階級を下げDEEP JEWELSフェザー級（-48kg）グランプリ 2015 決勝戦でSARAMIにTKO勝ちで優勝し、第3代DEEP JEWELSフェザー級王者に認定された。その後アトム級に改称された。

### ONE Championship
2016年5月6日、ONE Championship 42のONE世界女子アトム級王座決定戦でアンジェラ・リーと対戦し、0-3の判定負けを喫し王座の獲得に失敗した。ONEではリングネームを山口芽生としている。

### RIZIN
2023年4月29日、RIZIN初出場となったRIZIN LANDMARK 5で浅倉カンナと対戦し、0-3の判定負けを喫した。

## 戦績

### 総合格闘技
| 総合格闘技 戦績 | 総合格闘技 戦績 | 総合格闘技 戦績 | 総合格闘技 戦績 | 総合格闘技 戦績 | 総合格闘技 戦績 | 総合格闘技 戦績 |
| --------------- | --------------- | --------------- | --------------- | --------------- | --------------- | --------------- |
| 36 試合         | (T)KO           | 一本            | 判定            | その他          | 引き分け        | 無効試合        |
| 21 勝           | 2               | 9               | 10              | 0               | 1               | 0               |
| 15 敗           | 0               | 0               | 15              | 0               | 1               | 0               |

| 勝敗 | 対戦相手                 | 試合結果                       | 大会名 | 開催年月日     |
| ×    | 浅倉カンナ               | 5分3R終了 判定0-3              | RIZIN LANDMARK 5 | 2023年4月29日  |
| ×    | ジヒン・ラズワン         | 5分3R終了 判定0-3              | ONE Championship: BAD BLOOD                                                                                                | 2022年2月11日  |
| ×    | ジュリー・メザバルバ     | 5分3R終了 判定0-3              | ONE Championship: Empower                                                                                                  | 2021年9月3日   |
| ×    | デニス・ザンボアンガ     | 5分3R終了 判定0-3              | ONE Championship: King of the Jungle                                                                                       | 2020年2月28日  |
| ○    | ジェニー・ファン         | 5分3R終了 判定3-0              | ONE Championship: Century Part 2                                                                                           | 2019年10月13日 |
| ○    | ラウラ・バリン           | 1R 3:46 アームバー             | ONE Championship: Enter the Dragon                                                                                         | 2019年5月17日  |
| ○    | クセニア・ラチコヴァ     | 3R 3:18 アームバー             | ONE Championship: A New Era                                                                                                | 2019年3月31日  |
| ○    | ジョマリー・トーレス     | 5分3R終了 判定3-0              | ONE Championship: Destiny of Champions                                                                                     | 2018年12月7日  |
| ×    | アンジェラ・リー         | 5分3R終了 判定0-3              | ONE Championship: Unstoppable Dreams 【ONE世界女子アトム級タイトルマッチ】                                                 | 2018年5月18日  |
| ○    | ジーナ・イニオン         | 5分3R終了 判定3-0              | ONE Championship: Immortal Pursuit                                                                                         | 2017年11月24日 |
| ○    | ジェニー・ファン         | 2R 4:00 リアネイキッドチョーク | ONE Championship: Light of a Nation                                                                                        | 2017年6月30日  |
| ×    | イステラ・ヌネス         | 5分3R終了 判定1-2              | ONE Championship 45: Heroes of the World                                                                                   | 2016年8月13日  |
| ×    | アンジェラ・リー         | 5分5R終了 判定0-3              | ONE Championship 42: Ascent to Power 【ONE世界女子アトム級王座決定戦】                                                     | 2016年5月6日   |
| ○    | SARAMI                   | 2R 4:57 TKO                    | DEEP JEWELS 8 【フェザー級グランプリ2015 決勝】                                                                            | 2015年5月31日  |
| ○    | 黒部三奈                 | 5分2R終了 判定3-0              | DEEP JEWELS 8 【フェザー級グランプリ2015 Bブロック準決勝】                                                                 | 2015年5月31日  |
| ○    | MIYOKO                   | 1R 0:44 TKO                    | DEEP JEWELS 7 【フェザー級グランプリ2015 Bブロック1回戦】                                                                  | 2015年2月21日  |
| ×    | 浜崎朱加                 | 5分2R終了 判定0-3              | DEEP DREAM IMPACT 2014 〜大晦日SPECIAL〜                                                                                   | 2014年12月31日 |
| ○    | 関友紀子                 | 1R 3:17 チョークスリーパー     | DEEP JEWELS 4 | 2014年5月18日  |
| ×    | ジナ・イニオン           | 5分3R終了 判定1-2              | PXC 43 | 2014年3月29日  |
| ×    | パトリシア・ヴィドニック | 5分3R終了 判定1-2              | PXC 40 | 2013年10月25日 |
| ○    | ジョン・ソイエ           | 1R 1:55 腕ひしぎ十字固め       | JEWELS 24th RING | 2013年5月25日  |
| ×    | 藤井惠                   | 5分2R終了 判定3-0              | VTJ 1st | 2012年12月24日 |
| ○    | 富松恵美                 | 5分2R終了 判定3-0              | JEWELS 20th RING | 2012年7月21日  |
| ×    | カティア・カンカーンパ   | 5分3R終了 判定0-3              | Botnia Punishment 11 – Kankaanpää vs. Yamaguchi                                                                            | 2012年3月12日  |
| ○    | 長野美香                 | 5分2R終了 判定2-1              | JEWELS 17th RING | 2011年12月17日 |
| ×    | ハム・ソヒ               | 5分2R終了 判定0-3              | JEWELS 15th RING | 2011年7月9日   |
| ○    | ベティコ                 | 1R 3:52 腕ひしぎ十字固め       | PANCRASE 2011 IMPRESSIVE TOUR                                                                                              | 2011年5月3日   |
| ○    | WINDY智美                | 5分2R終了 判定2-0              | PANCRASE 2011 IMPRESSIVE TOUR                                                                                              | 2011年4月3日   |
| △    | 高林恭子                 | 5分3R終了 判定0-1              | VALKYRIE 08 【VALKYRIEフェザー級タイトルマッチ】                                                                           | 2010年11月28日 |
| ○    | 辻結花                   | 1R 1:14 チョークスリーパー     | VALKYRIE 04 【VALKYRIEフェザー級タイトルマッチ】                                                                           | 2010年2月11日  |
| ○    | 高林恭子                 | 3分3R終了 判定2-1              | CAGE FORCE & Valkyrie 【フェザー級次期挑戦者決定トーナメント 決勝】                                                        | 2009年7月12日  |
| ○    | 藤野恵実                 | 3分3R終了 判定3-0              | VALKYRIE 02 【フェザー級次期挑戦者決定トーナメント 準決勝】                                                                | 2009年4月25日  |
| ×    | 辻結花                   | 3分3R終了 判定0-3              | VALKYRIE 01 CAGE FORCE-EX                                                                                                  | 2008年11月8日  |
| ×    | 藤野恵実                 | 5分2R終了 判定1-2              | SMACKGIRL 7th ANNIVERSARY 〜Starting Over〜                                                                                | 2007年12月26日 |
| ○    | 富松恵美                 | 5分2R終了 判定2-1              | SMACKGIRL 2007 〜女王たちの一番熱い夏〜 【The Next Cinderella Tournament 2007 ライト級 決勝】                              | 2007年9月6日   |
| ○    | 石岡沙織                 | 2R 1:24 膝十字固め             | SMACKGIRL-F 2007 〜The Next Cinderella Tournament 2007 2nd Stage〜 【The Next Cinderella Tournament 2007 ライト級 準決勝】 | 2007年5月19日  |
| ○    | 齋藤安奈                 | 1R 4:53 チョークスリーパー     | SMACKGIRL-F 2007 〜The Next Cinderella Tournament 2007 開幕戦〜 【The Next Cinderella Tournament 2007 ライト級 1回戦】     | 2007年3月11日  |

### グラップリング
| 勝敗 | 対戦相手 | 試合結果               | 大会名                                                           | 開催年月日    |
| ×    | MIKU     | 4分2R終了 ポイント4-10 | DEEP X 03                                                        | 2008年7月5日  |
| ×    | 茂木康子 | ポイント2-6            | アブダビコンバット JAPAN TRIAL 最終予選 【女子55kg未満級 1回戦】 | 2007年4月15日 |

### シュートボクシング
| 勝敗 | 対戦相手                      | 試合結果                                       | 大会名                                                                                                 | 開催年月日     |
| ○    | キラッ☆Chihiro                | 3分3R終了 判定3-0                              | ～ツヨカワGirls真夏の祭典～ SHOOT BOXING WORLD TOURNAMENT Girls S-cup 2013                             | 2013年8月3日   |
| ×    | ロレーナ・クライン            | 3分3R終了 判定0-3                              | SHOOT BOXING2013 act.3                                                                                 | 2013年6月23日  |
| ×    | RENA                          | 2分3R終了 判定0-3                              | ～ツヨカワGirls真夏の祭典～ SHOOT BOXING WORLD TOURNAMENT Girls S-cup 2012 【Girls S-cup 2012 決勝】   | 2012年8月25日  |
| ○    | ロレーナ・クライン            | 2分3R+延長R終了 判定3-0                        | ～ツヨカワGirls真夏の祭典～ SHOOT BOXING WORLD TOURNAMENT Girls S-cup 2012 【Girls S-cup 2012 準決勝】 | 2012年8月25日  |
| ○    | ナムターン・ポー.ムナグペット | 2分3R+延長R終了 判定3-0                        | ～ツヨカワGirls真夏の祭典～ SHOOT BOXING WORLD TOURNAMENT Girls S-cup 2012 【Girls S-cup 2012 1回戦】  | 2012年8月25日  |
| ×    | MINA                          | 2分3R終了 判定0-2                              | SHOOT BOXING WORLD TOURNAMENT Girls S-cup 2011 【Girls S-cup 2011 1回戦】                              | 2011年8月19日  |
| ×    | 高橋藍                        | 3R+延長R終了 判定0-3                           | SHOOT BOXING WORLD TOURNAMENT Girls S-cup 2010 【Girls S-cup 2010 準決勝】                             | 2010年8月29日  |
| ○    | サマンタ・ヴァン・ドール      | 3R 1:45 KO（スタンディングチョークスリーパー） | SHOOT BOXING WORLD TOURNAMENT Girls S-cup 2010 【Girls S-cup 2010 1回戦】                              | 2010年8月29日  |
| ○    | 谷村郁江                      | 2分3R終了 判定3-0                              | SHOOT BOXING 25TH ANNIVERSARY SERIES 第3戦 維新-ISHIN- 其の参                                          | 2010年6月6日   |
| ○    | 悦センチャイジム              | 2分3R+延長R終了 判定3-0                        | SHOOT BOXING 2009 武志道-bushido- 其の伍                                                               | 2009年11月18日 |
| ×    | RENA                          | 2分3R終了 判定0-3                              | SHOOT BOXING GIRLS TOURNAMENT Girls S-cup 2009 【Girls S-cup 2009 決勝】                               | 2009年8月23日  |
| ○    | 岡田円                        | 2分3R終了 判定3-0                              | SHOOT BOXING GIRLS TOURNAMENT Girls S-cup 2009 【Girls S-cup 2009 準決勝】                             | 2009年8月23日  |
| ○    | イム・スジョン                | 2分3R終了 判定3-0                              | SHOOT BOXING GIRLS TOURNAMENT Girls S-cup 2009 【Girls S-cup 2009 1回戦】                              | 2009年8月23日  |

## 獲得タイトル
- スマックガール The Next Cinderella Tournament 2007 ライト級 優勝
- VALKYRIEフェザー級次期挑戦者決定トーナメント 優勝
- 第2代VALKYRIEフェザー級王座
- 第3代DEEP JEWELSフェザー級王座
- DEEP JEWELSフェザー級グランプリ2015 優勝